# Asiophlugis sulawesi
Asiophlugis sulawesi is een rechtvleugelig insect uit de familie sabelsprinkhanen (Tettigoniidae). De wetenschappelijke naam van deze soort is voor het eerst geldig gepubliceerd in 1993 door Jin.
1. ↑  (en) Asiophlugis sulawesi op de IUCN Red List of Threatened Species.